# Grain de beauté
Nævus
Pour les articles homonymes, voir Grain de beauté (homonymie).
 Mise en garde médicale
Le nævus mélanocytaire (ou névus mélanocytaire), plus communément appelé point de beauté ou grain de beauté, est une petite tache de forme généralement circulaire ou ovale, située sur le dessus de la peau.
Les nævus mélanocytaires apparaissent chez l’humain durant les vingt à trente premières années de sa vie, et peuvent évoluer au cours du temps (forme, couleur, texture).
Certains sont susceptibles d’évoluer en mélanome, dans 1 cas pour 100 000 environ, ; par ailleurs, les mélanomes présentent typiquement au départ un aspect similaire à celui d’un grain de beauté. Cependant, au niveau évolutif, les grains de beauté représentent des tumeurs bénignes, c'est-à-dire des proliférations de mélanocytes qui sont normalement inhibées par une entrée en sénescence. « Des altérations géniques additionnelles, comme la perte de p16, seraient ensuite nécessaires » à la transformation du nævus, désormais incapable de mettre en route ce programme de sénescence, d'où son évolution en tumeur maligne, le mélanome,.

## Macroscopie
Toujours surélevé, le nævus mélanocytaire est de couleur variable : il peut être brun foncé, brun clair, incolore, voire bleu (nævus bleu) ; en jaune d’œuf, poilu ou non.
Ce sont des lésions arrondies ou ovalaires, généralement de petite taille, exceptionnellement très étendues, parfois accompagnées de pilosité anormale ; elles sont :
- planes ou à peine saillantes : nævus plan
- en saillie : nævus tubéreux, à surface irrégulière verruqueuse.

## Microscopie
Il est constitué d’amas de cellules mélanocytaires situées en principe dans la couche basale de l’épiderme (plus rarement dans le derme), qui lui donnent sa couleur. 
Le nævus mélanocytaire est caractérisé par des groupements de petites cellules polygonales, les « thèques », faites de 5 à 20 cellules, disposées dans le derme ou à la partie profonde de l'épiderme (jonction dermo-épidermique).
La bénignité est affirmée sur la bonne individualisation des thèques, dans la partie superficielle du nævus, l'absence d'infiltrat inflammatoire, la présence d’un gradient de maturation vertical, l’absence d’atypie.

## Nævus congénital
Le nævus congénital est présent dès la naissance ou apparaît dans les premières semaines de la vie. Il se présente sous la forme d'une plaque brune homogène, bien délimitée, avec une forme allongée.

### Nævus géant congénital
Résultat d'une anomalie rare du processus d’embryogenèse, le nævus géant congénital est une zone cutanée où les mélanocytes sont anormalement concentrés, qui peut dépasser dans les cas les plus graves 80 % de la surface de la peau ; il est souvent accompagné de multiples grains de beauté de petite taille. À l’exception de quelques rares cas, il ne diminue pas en proportion au cours de la croissance de l’enfant et se couvre souvent de poils.
Hormis le problème esthétique, il existe un risque accru de développer un mélanome.
Le traitement par greffe de peau ou autres techniques de chirurgie plastique est préconisé dès les premiers mois après la naissance, mais peut être abordé à d'autres moments de la vie, notamment adulte.

## Nævus de Becker
Le nævus de Becker (en), mélanose de Becker ou hamartome de Becker, peu fréquent, est une tache plus ou moins pigmentée, mais typiquement plus claire qu’un grain de beauté ordinaire, qui apparaît à la puberté ou à l’adolescence consécutivement à une exposition traumatique au soleil durant l’enfance sur un terrain prédisposé (distribution cellulaire anormale au cours de l’embryogenèse). Après un ou deux ans, la zone atteinte, qui peut prendre une grande extension, se couvre de poils. L’augmentation de la testostérone jouant un rôle déclencheur, les hommes sont cinq fois plus touchés que les femmes. Contrairement aux grains de beauté et au nævus géant congénital, la tache n’est pas constituée d’un amas de mélanocytes et ne présente pas plus de risque d’évolution cancéreuse qu’une peau normale, l’inconvénient étant essentiellement esthétique. Son nom provient du dermatologue américain qui découvrit cette pathologie, Samuel William Becker (de). Le premier cas fut recensé en 1948.

## Nævus de Spitz
Le nævus de Spitz est un nævus nævo-cellulaire bénin (autrefois improprement qualifié de « mélanome » juvénile de Spitz). Il apparaît en général sur la face ou les membres inférieurs et de façon rapide (quelques mois), chez des personnes jeunes (avant 20 ans, souvent), avec une croissance rapide (2 à 6 mois) suivie d'une stabilisation ; il est de couleur rouge à brun-rouge.
En raison d'atypies cytologiques, il peut être difficile à distinguer d'un mélanome, ce pourquoi on recommande au moindre doute, un prélèvement biopsique (en indiquant à l'anatomopathologiste l'anamnèse et l'âge de patient).
Une surveillance clinique du patient est généralement mise en place.

## Phénomène de Sutton

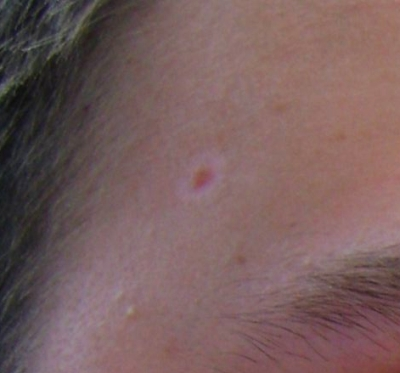
Photographie d'un nævus de Sutton

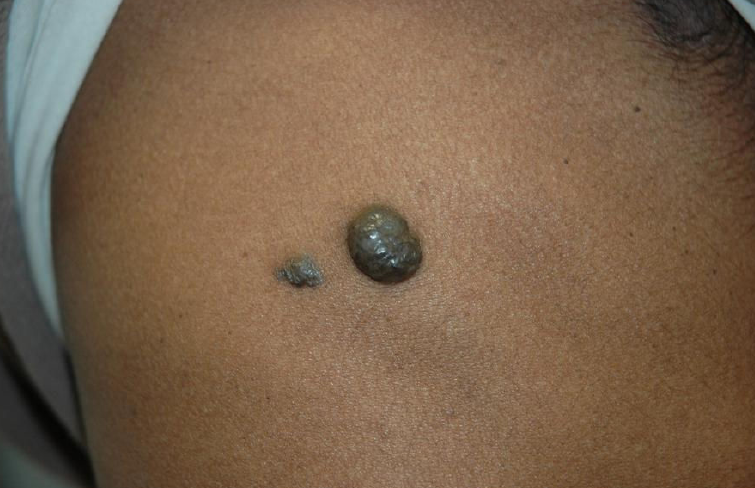
Un nævus bleu

Le phénomène de Sutton (improprement appelé nævus de Sutton) est une modification bénigne d’un nævus commun.
Il s’agit de l’apparition progressive d’un halo de dépigmentation régulier et symétrique autour d’un nævus existant, s’installant sur une période de quelques jours à plusieurs semaines. La pigmentation du nævus central change progressivement dans le sens d’un éclaircissement alors que sa taille s’amenuise. L’involution du nævus peut aller jusqu’à sa disparition complète. La zone achromique résiduelle met plusieurs mois et parfois plusieurs années pour se colorer dans la nuance de la peau normale environnante ; il convient alors d’envisager des mesures de protection solaire.
Ce phénomène est surtout noté chez l’enfant et le plus souvent avant l’âge de 20 ans. Il peut atteindre plusieurs nævus en même temps. On note l’association avec un vitiligo dans 20 % des cas,.
Ce phénomène est plus rare chez l’adulte ; les diagnostics différentiels sont alors un nævus atypique ou un mélanome qui est le siège d’une régression tumorale.
On ne dispose actuellement d’aucune explication physiopathologique à ce phénomène, mais la présence en grand nombre de lymphocytes en périphérie des cellules mélanocytaires fait soupçonner un mécanisme auto-immun.

## Autres types de nævus
- Nævus simplex
- Nævus verruqueux
- Nævus sébacé (Naevus sebaceus)
- Nævus d'Ota
- Nævus bleu

## Complications
Le risque essentiel est la transformation cancéreuse en mélanome.
La folliculite sous-nævique est une complication bénigne d'un nævus pileux du visage. Cliniquement, elle se manifeste par un nævus augmenté de volume, érythémateux en périphérie, et prurigineux. L'évolution se fait par l'apparition d'un micro-abcès. Le plus souvent elle oblige à l'exérèse de la lésion.
Le traumatisme, l'ulcération d'un nævus peut engendrer des modifications cliniques ou histologiques de celui-ci pouvant parfois faire croire à une transformation maligne du nævus, sans que cela ne soit le cas.
En cas d'exérèse incomplète, un nævus peut récidiver sur un mode banal ou sur un mode trompeur : le pseudomélanome de Kornberg et Ackerman.

## Diagnostic différentiel d'un mélanome
La méthode dite ABCDE (moyen mnémotechnique proposé par le Syndicat national des dermatologues-vénéréologues) et qui peut être utilisée en autosurveillance permet avec de grandes chances de différencier un nævus normal d'un mélanome en cours de développement ;
| Lettre (moyen mnémotechnique)  | Signification pour l'aide à l'autosurveillance (diagnostic à confirmer par un dermatologue en cas de doute) |
| ------------------------------ | --- |
| A (pour « Asymétrie »)         | Ce "A" rappelle qu'un grain de beauté est généralement rond et symétrique alors qu'un mélanome a des bords asymétriques (« la tache s’étend davantage d'un côté que de l’autre »)                                                                                                   |
| B (pour « bords irréguliers ») | Le contour du grain de beauté est régulier, mais celui du mélanome est irrégulier à franchement festonné |
| C (pour « couleur »)           | La couleur homogène du grain de beauté (qu'il soit clair ou foncé) le distingue du mélanome qui est souvent de plusieurs couleurs inhomogènes ; teintes de brun, avec apparition de couleurs noire, bleue ou rouge ; « il est souvent de plus de deux couleurs ou de deux teintes » |
| D (pour « diamètre »)          | Le grain de beauté est plutôt petit alors qu'un mélanome a un diamètre dépassant souvent 6 mm |
| E (pour « évolution »)         | Tout changement de forme, couleur, taille ou épaisseur d'un grain de beauté doit faire suspecter une évolution en mélanome et justifie la consultation rapide d'un médecin. |